# Georg August Wallin
Georg August Wallin [~ Yrjö August Wallin], wśród Arabów znany jako Abd al-Wali (ur. 24 października 1811 w gminie Sund na Wyspach Alandzkich, zm. 23 października 1852 w Helsinkach) – fiński językoznawca-orientalista i etnolog.

## Życiorys

### Młodość
Gdy Wallin miał 7 lat jego rodzice przenieśli się do Turku i tam też chłopiec poszedł do szkoły. Pozostał w niej nawet, gdy rodzice przenieśli się do Helsinek w 1825 r., gdzie ojciec otrzymał lepszą posadę. Kiedy w 1827 r. w Turku wybuchł pożar, młody Wallin podobno tak się zaangażował w ratowanie miasta, że nie myślał o ratowaniu własnego domu i ten spłonął doszczętnie. Po tym zdarzeniu młodzieniec przeniósł się do Raumy, gdzie zamierzał ukończyć szkołę. Jednakże pokłócił się z tamtejszym nauczycielem, odszedł ze szkoły i do egzaminu wstępnego na Uniwersytet Helsiński przygotowywał się samodzielnie.

### Studia
Studia w Helsinkach rozpoczął w 1829 r. Nie wiadomo, co kierowało Wallinem, gdy wybierał filologię jako przedmiot studiów. Wiadomo natomiast, że nie był pilnym studentem – żeglowaniu i życiu towarzyskiemu oddawał się z większym zapałem niż nauce. Tym niemniej, gdy kończył studia w 1836 r. znał już łacinę, niemiecki, rosyjski, francuski, angielski i arabski. Po studiach postanowił wreszcie oddać się intensywnej nauce języków orientalnych. W 1839 r. przedłożył pracę doktorską (De praecipua inter hodiernam Arabum linguam et antiquam differentia liczącą 48 stron) i wkrótce potem został wykładowcą Uniwersytetu.
W 1840 r. Wallin wyjechał do Petersburga, aby tam dokształcać się i przygotowywać do służby dyplomatycznej na Wschodzie (przypuszczalnym powodem tej decyzji była jego zła sytuacja materialna po śmierci ojca). Przez 2 lata spędzone w Petersburgu studiował język arabski, perski i turecki. W tym okresie poznał się też z A.J. Sjögrenem, wówczas już znanym językoznawcą; dzięki tej znajomości Wallin otrzymał w 1842 r. stypendium wyjazdowe.

### Ekspedycje
Wiosną 1843 r. Wallin za pieniądze ze stypendium wyruszył w drogę: poprzez Hamburg do Paryża, a dalej przez Konstantynopol dotarł w 1844 r. po 6 miesiącach podróży do Kairu.
W Kairze najpierw przez półtora roku ćwiczył praktyczną znajomość języka i uczył się obyczajów arabskich, aż wreszcie odważył się – w przebraniu Araba – wyruszyć w kwietniu 1845 r. pomiędzy Beduinów. Po kilku miesiącach spędzonych z nimi zdecydował się przyłączyć do dużej grupy pielgrzymów i wraz z nimi powędrował do Mekki. Odtąd miał prawo posługiwać się zaszczytnym tytułem hadżi. Do Kairu powrócił w marcu 1846 r.
Mimo pogarszającego się stanu zdrowia w grudniu tegoż roku ponownie wyruszył w drogę – tym razem do Palestyny, skąd do Kairu wrócił w lipcu 1847 r.
Otrzymane w tym czasie nowe stypendium pozwoliło Wallinowi na trzecią, najdłuższą, ekspedycję. Rozpoczął ją w grudniu 1847 r., ruszając ku Morzu Czerwonemu. Przemierzył całą Arabię Północną po Bagdad, za co Królewskie Towarzystwo Geograficzne w Londynie przyznało mu w 1850 r. odznaczenie Gold Founder's Medal – tę samą nagrodę, którą rok wcześniej otrzymał był David Livingstone. Wallin przebywał następnie w Basrze, przejechał na wielbłądzie Pustynię Syryjską, dotarł do Damaszku i Bejrutu, by powrócić do Kairu w lipcu 1849 r.

### Powrót do Helsinek
Mimo brytyjskiej nagrody Wallin wracał do Helsinek w nie najlepszej kondycji – zdrowie wyraźnie się pogarszało i miał świadomość, że nie dokończył swoich ekspedycji tak, jak je planował.
Kolejna dysertacja (fin. professorin väistöskirja) Wallina o mistycznych pieśniach miłosnych Ibn al-Farida ukazała się w 1850 r. i już od 1 stycznia 1851 r. Wallin został mianowany profesorem języków orientalnych. Stanowisko uniwersyteckie nie do końca odpowiadało jednak jego temperamentowi i przekonaniom badawczym (zob. niżej). Już wkrótce zaczął planować nową, tym razem 6-letnią ekspedycję do Arabów. Gdy jednak po pierwszej radości zorientował się, że przyznane mu przez Anglików pieniądze nie są tylko ratą pokrywającą koszty pierwszego roku ekspedycji, ale całą sumą, która miałaby mu wystarczyć na 6 lat, popadł w przygnębienie. Załamany zrezygnował z wyprawy. Nadszarpnięte zdrowie dopełniło reszty – w październiku 1852 r. Wallin zmarł na zawał serca na dzień przed swoimi 41. urodzinami.

## Znaczenie
Wallin był typowym badaczem terenowym. Mimo złych warunków życia w krajach arabskich zebrał w trakcie swoich ekspedycji bardzo wiele materiałów tak filologicznych, jak i etnologicznych. Przykładał jednak większą wagę do kolekcjonowania niż do publikowania. Mnogość informacji zawarł w swoich dziennikach i listach pisanych w czasie wypraw, ale nigdy nie znalazł czasu, by te materiały samemu opublikować. To jednak, co opublikowali z jego spuścizny inni, miało pierwszorzędne znaczenie w nauce.

## Literatura
- Królewskie Towarzystwo Geograficzne (Wyd.), Notes Taken During a Journey Through Part of Northern Arabia in 1848, 1851
- Królewskie Towarzystwo Geograficzne (Wyd.), Narrative of a Journeys From Cairo to Medina and Mecca by Suez, Arabia, Tawila, Al-Jauf, Jubbe, Hail and Nejd, in 1845, 1854
- William R. Mead, G. A. Wallin and the Royal Geographical Society, Studia Orientalia, 23, 1958
- Georg Wallin, w Travels in Arabia (reprint), Oleander Press, Nowy Jork, 1979:
  - Notes taken during a Journey through part of Northern Arabia, Journal of the Royal Geographical Society, 20, 1851
  - Narrative of a Journey from Cairo to Medina and Mecca, Journal of the Royal Asiatic Society, 24, 1854
  - Narrative of a Journey from Cairo to Jerusalem, Journal of the Royal Geographical Society, 25, 1855
- Georg August Wallins Reseanteckningar från Orienten, åren 1843-1849: Dagbok och bref. efter resandens död utgifna af S.G. Elmgren. Helsingfors 1864-1866
- Julius Krohn, Yrjö Aukusti Wallin ja hänen matkansa Arabiassa (fiń.)